# Ercan Ertuğ
Ercan Ertuğ (* 15. April 1934; † 16. Mai 2005) war ein türkischer Fußballspieler und -trainer. Zudem war er Spieler der A-Nationalmannschaft.

## Spielerkarriere

### Vereine
Aus der Jugendmannschaft des türkischen Hauptstadtvereins Hacettepe Gençlik Kulübü hervorgegangen, gehörte Ertuğ in der Saison 1953/54 Beşiktaş Istanbul an, für den er seine ersten fünf Punktspiele in der İstanbul Profesyonel Ligi bestritt und dabei zwei Tore erzielte; dabei trug er zur errungenen Meisterschaft bei. In der Folgesaison traf er in 17 Punktspielen elfmal und nahm im Jahr 1955 an der ersten Austragung des Wettbewerbs um den Atatürk-Pokal teil, in dem er drei Tore in vier Spielen erzielte. War er am Saisonende 1955/56 in 18 Punktspielen neunmal Torschütze seiner Mannschaft, so war er es in der Folgesaison lediglich einmal in nur drei Saisonspielen.
Die Saison 1957/58 erlebte er in Deutschland beim Karlsruher SC. Sein Debüt in der Oberliga Süd, der seinerzeit höchsten Spielklasse im westdeutschen Fußball, krönte er am 11. August 1957 (1. Spieltag) bei der 1:2-Niederlage im Auswärtsspiel gegen den TSV 1860 München mit seinem ersten Tor, dem Treffer zum 1:1 in der 80. Minute. Anschließend bestritt er fünf weitere Punktspiele, in denen ihm ein weiteres Tor gelang.
Anschließend war er eine Saison lang in der Schweiz für den FC Sion in der zweitklassigen Nationalliga B aktiv, bevor er in die Türkei zurückkehrte. Dort spielte er das erste Mal für die Erste Mannschaft seinen Jugendvereins, der zu den Gründungsmitgliedern der im Jahr 1959 gegründeten Millî Lig. In der türkischen Nationalliga bestritt er in der Saison 1959/60 20 Punktspiele, in denen er sieben Tore erzielte. In einem Teilnehmerfeld von 20 Mannschaften belegte seine Mannschaft Platz 19 und stieg nach der Relegation in die zweite Spielklasse ab. Die Rückkehr in die höchste Spielklasse gelang erst zur Saison 1962/63, in der er in der Gruppe Weiß, neben der Gruppe Rot, eine von zwei der einmalig unterteilten Nationalliga. In seinen letzten drei Saisons bestritt er weitere 35 Punktspiele, in denen er neun Tore erzielte und beendete am Saisonende 1965/66 seine Spielerkarriere.

### Nationalmannschaft
Bei seinem Debüt als Nationalspieler kam er im ersten Länderspiel einer A-Jugendauswahlmannschaft im erstmals ausgetragenen FIFA-Juniorenturnier in Belgien zum Einsatz. Am 31. März 1953 wurde die A-Jugendauswahlmannschaft Frankreichs mit 1:0 bezwungen. Im zweiten Turnierspiel am 2. April 1953 gegen die A-Jugendauswahlmannschaft Luxemburgs, beim 3:0-Sieg, erzielte er mit dem Treffer zum 2:0 in der 42. Minute sein erstes Länderspieltor. Zwei Tage später unterlag er der A-Jugendauswahlmannschaft Ungarns mit 0:2, bevor er im Spiel um Platz 3 am 6. April 1953 mit 3:2 über die A-Jugendauswahl Spaniens gewann.
Am 26. Juni 1955 debütierte er für die A-Nationalmannschaft. Das im italienischen Triest ausgetragene, von der FIFA und vom FIGC als inoffiziell gewertetes, Länderspiel gegen die B-Nationalmannschaft Italiens endete mit 1:1 unentschieden. Seinen zweiten Einsatz als Nationalspieler hatte er am 1. Mai 1956 in Istanbul bei der 0:1-Niederlage im Freundschaftsspiel gegen die Seleção.

## Trainerkarriere
Ertuğ trainierte Hacettepe GK in der Saison 1967/68 bis zu seiner Entlassung mit der Bilanz von 9 Siegen, 7 Unentschieden und 8 Niederlagen. Die Mannschaft stieg am Saisonende ohne einen weiteren Sieg ab. Im Pokalwettbewerb schied der Verein in der 2. Runde aus; da es nach Hin- und Rückspiel mit 4:4 keinen Sieger gab, entschied ein Münzwurf zugunsten von Ankara Demirspor.

## Erfolge
- Türkischer Pokalsieger 1957
- Türkischer Meister 1954
- Dritter FIFA-Juniorenturnier 1953